# Зудербург
Зудербург (њем. Suderburg) општина је у њемачкој савезној држави Доња Саксонија. Једно је од 29 општинских средишта округа Илцен. Према процјени из 2010. у општини је живјело 4.547 становника. Посједује регионалну шифру (AGS) 3360023.

## Географски и демографски подаци
Зудербург се налази у савезној држави Доња Саксонија у округу Илцен. Општина се налази на надморској висини од 57 метара. Површина општине износи 128,7 km². У самом мјесту је, према процјени из 2010. године, живјело 4.547 становника. Просјечна густина становништва износи 35 становника/km².

## Међународна сарадња
| Мјесто         | Држава    | Врста сарадње | Од    |
| -------------- | --------- | ------------- | ----- |
| Приморска Сена | Француска | партнерство   | 1973. |
|                | Француска | партнерство   | 1973. |
| Извор          |           |               |       |